# Ryan Wilson (atleta)
Ryan Wilson (Columbus, 19 dicembre 1980) è un ostacolista statunitense, medaglia d'argento nei 110 metri ostacoli ai Mondiali di Mosca 2013.

## Palmarès
| Anno | Manifestazione | Sede  | Evento   | Risultato | Prestazione | Note |
| ---- | -------------- | ----- | -------- | --------- | ----------- | ---- |
| 2013 | Mondiali       | Mosca | 110 m hs | Argento   | 13"13       |      |